# Николаєво (Плевенська область)
Никола́єво (болг. Николаево) — село в Плевенській області Болгарії. Входить до складу общини Плевен.

## Населення
За даними перепису населення 2011 року у селі проживали 726 осіб.
Національний склад населення села:
| Національність   | Кількість осіб | Відсоток |
| ---------------- | -------------- | -------- |
| болгари          | 435            | 64,2%    |
| цигани           | 241            | 35,5%    |
| Всього відповіли | 678            |          |

Розподіл населення за віком у 2011 році:
Динаміка населення: